# Караагаш (Жамбильський район)
Караага́ш (каз. Қараағаш) — село у складі Жамбильського району Північноказахстанської області Казахстану. Входить до складу Жамбильського сільського округу.
Населення — 48 осіб (2021; 72 у 2009, 104 у 1999, 116 у 1989).
Національний склад станом на 1989 рік:
- казахи — 100 %.